# Джаміля Бухіред
Джаміля Бухіред (араб. جميلة بوحيرد; нар. 1935 р.) — алжирська революціонерка, одна з найвідоміших жінок-учасниць національно-визвольної боротьби Алжиру.

## Біографія
Виросла в родині середнього класу, закінчила французьку школу і приєдналася до алжирського Фронту національного звільнення (ФНЗ). Згодом працювала як зв'язкова і особистий помічник командувача ФНЗ Ясефа Сееді в Алжирі.
У квітні 1957 року її поранили в перестрілці і взяли в полон французькі війська. Її визнали винною у тероризмі й засудили до смерті, але цю вимогу скасовано після кампанії в ЗМІ та боротьби її французького адвоката, Жака Вержеса. Звільнена у 1962 році і стала героєм в Алжирі.
Джаміля Бухіред і Жак Вержес після всього побралися й співпрацювали в алжирському журналі «Революційна Африка». Вона була однією з трьох терористок ФНЗ, зображених у фільмі 1966 року «Битва за Алжир».
Зображена у фільмі «Джаміля» (1958) єгипетським кінорежисером Юсефом Шахіном.
У 2007 році вийшов фільм «Адвокат терору» (L Avocat de la terreur), де описуються події її арешту і захисту в судовому процесі адвокатом і її майбутнім чоловіком Верже.